# Metais inferiores

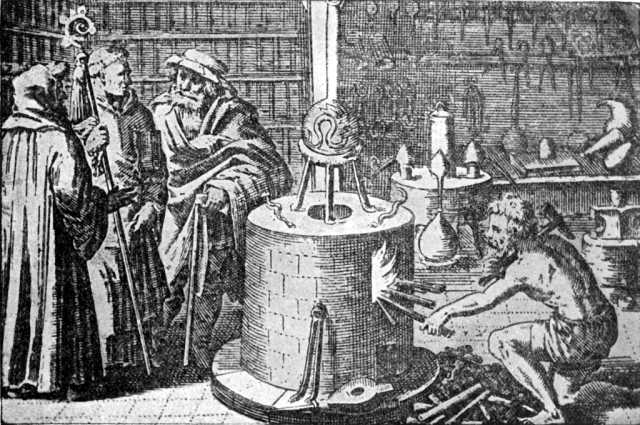
Transmutação de metais inferiores em ouro, um dos principais objetivo dos alquimistas.

Os Metais inferiores era o termo utilizado pelos alquimistas para designar os metais considerados inferiores ao ouro, que era tido como um material perfeito e puro. Assim, um dos maiores sonhos dos alquimistas era transformar esses metais inferiores em ouro, era o processo denominado de transmutação.

## Metal puro ou impuro
O Espelho da Alquimia, um manual de Alquimia, propõe 2 metais principais por meio dos quais surgem todos os outros, são eles o Enxofre e o Mercúrio. Com base nisso, a pureza dos metais depende dos níveis de quantidade desses 2 metais. Para a obra todos os metais se formam debaixo da terra, dentro da "montanha", onde sofrem um processo de cozimento, em que são submetidos ao calor de forma constante emitido pela montanha, de modo que esse processo ajusta os níveis de Enxofre e Mercúrio, purificando os metais, isto é, transformando-os em ouro. Quando o processo de cozimento é interrompido de forma precoce, obtém-se, então, os metais inferiores como, por exemplo, o ferro, quando este é retirado precocemente da montanha durante a mineração.

Partindo dessa ideia, o autor considerava possível transmutar os metais impuros em metal puro, ou seja, em ouro, e fabricar o elixir da longa vida, que prolongaria a vida de quem o consumisse.
1. ↑  Moraes, Mayara Aparecida (21 de agosto de 2017). «Longevidade da vida: entre a medicina e a alquimia». Epígrafe (4): 185–205. ISSN 2318-8855. doi:10.11606/issn.2318-8855.v4i4p185-205. Consultado em 21 de julho de 2025